# Love Exposure
Love Exposure (jap. 愛のむきだし, Ai no Mukidashi, „Entblößung der Liebe“) ist ein japanischer Film aus dem Jahre 2008 von Sion Sono. Auf der Berlinale 2009 erhielt er unter der Kategorie des jungen Films den FIPRESCI-Preis.

## Handlung
Yū (Takahiro Nishijima von der Band AAA) wächst in einem streng katholischen Elternhaus auf. Seine Mutter stirbt und sein Vater wird Pfarrer. So muss Yū bald jeden Tag die Beichte ablegen, doch er hat kaum etwas zu beichten, schämt sich dafür und produziert absichtlich Sünden. So wird er ein „Perverser“ und versucht, mit seinen Freunden das Photographieren unter Röcke zu perfektionieren. Als er eines Tages eine Wette verliert, muss er den ganzen Tag mit Frauenkleidern herumlaufen, sich Sasori nennen und in der Verkleidung ein Mädchen küssen. Er trifft auf Yōko (Hikari Mitsushima). Er verliebt sich in sie und sie sich in seine Rolle, Sasori. Ein Zufall will es, dass der Pfarrer und Yōkos Mutter sich verlieben und zusammenziehen. So werden Yū und Yōko Geschwister, doch Yōko, die Männer verachtet und damit auch Yū, ahnt nicht, dass ihre große Liebe tatsächlich ihr Stiefbruder ist. Ein Chaos entsteht, in dem sich Sektenanwerberin Aya Koike (Sakura Andō) von der „Zero Church“ in das Leben der Familie einschleicht, indem sie vorgibt, Sasori zu sein. Yū durchschaut ihr Spiel, trotzdem gelingt es Koike, Yū loszuwerden und die Familie in das abgeschiedene Trainingslager der Zero Church zu entführen, wo sie einer Gehirnwäsche unterzogen werden. Yū will die unsterblich geliebte Yōko befreien und folgt den Anweisungen, die er bald von der Zero Church bekommt. Nach einem missglückten Rettungsversuch mit Hilfe seiner perversen Freunde tritt er selbst der Zero Church bei, um an Yōko heranzukommen. Bald läuft er in der Sektenzentrale Amok, sprengt das halbe Gebäude in die Luft und findet schließlich Yōko und die Familie. Durch die Bombe ist die Polizei auf die Sekte aufmerksam geworden. Die Sekte wird aufgelöst; Yū wird verhaftet, dreht durch und wird in eine Anstalt eingewiesen. Yōko lebt ab dann bei Verwandten, bei denen sie sich irgendwann selbst die Liebe zu Yū eingesteht und den Plan fasst, ihn zu retten. Als sie ihn in der Anstalt besucht, erkennt er sie nicht mehr und weiß auch nicht mehr, wer er selbst ist. Yōko randaliert in der Anstalt und wird verhaftet. Doch schon wenige Minuten nach ihrem Besuch findet Yū plötzlich wieder zu sich, erinnert sich. Er bricht aus, rennt dem Polizeiwagen hinterher, in dem Yōko sitzt. Mit dem Ellenbogen zerstört er die Scheibe. In der letzten Einstellung reichen sie sich durch das Fenster die Hand.

## Kritiken
„'Love Exposure' ist ein kleines Wunderwerk, stilistisch, inhaltlich und visuell. Sion Sono („Strange Circus“), einer der Rebellen des japanischen Kinos hält sich an keine Konventionen, seien sie nun inhaltlicher oder ästhetischer Natur. Da zeigt er etwa in einer gut halbstündigen Sequenz wie sich der freundliche nette Junge Yu zum König der Foto-Voyeure in Tokyo entwickelt. In einer bunten, schnellen Montage werden die Tricks und akrobatischen Einlagen immer gewagter, mit denen er den Schulmädels unter die knappen Röcke fotografiert. Mit seinen Jungs sitzt er anschließend zusammen und sie werten ihre Beute aus – wie beim Autoquartett: das beste Bild sticht. Sion Sono scheut sich nicht, Yus 'Ausbildung' zum Voyeur mit gut 30 Minuten Ravels 'Bolero' am Stück zu untermalen.“

„Eine große Kinooper, die in ihrer Form allen Gewohnheiten zuwider läuft, jeden Rahmen sprengt. Denn wie will man eine solche Erfahrung beschreiben, wie einen Film zusammenfassen, der vier Stunden lang ist, und dabei, man kann es gar nicht anders sagen, ziemlich kurzweilig? Love Exposure mischt das zumindest auf den ersten Blick Unvereinbare: Katholizismus und sexuelle Perversion, Beethoven und Japan-Pop, Kampfkunst und Romantik, religiöses Sektierertum und libertäre Gesinnung, Sünde und Unschuld. Der Punkt, an dem sich das alles trifft und vereint, ist der einzige, der dazu in der Lage ist: Die Liebe. Denn in seinem ganzen wunderbaren kunterbunten Formenwahnsinn ist Love Exposure eine ganz klassische und eher einfache Liebesgeschichte.“

„Bis Priestersohn Yu (toll: Takahiro Nashijima) und seine Traumfrau Yoko endlich zueinanderfinden, entfesselt Regisseur Sion Sono (‘Strange Circus’) einen fast vierstündigen Liebesreigen - gespickt mit japanischen Popkulturzitaten und irrwitzigen Attacken auf Moralinstanzen wie Religion und Familie. Für experimentierfreudige Kinogänger mit Sitzfleisch eine berauschende Grenzerfahrung.“

„Ein souverän inszenierter Film als bewegende Grenzerfahrung. Er bietet große Kinomomente, wobei er auf den ersten Blick Unvereinbares verbindet: Katholizismus und sexuelle Perversion, Kampfkunst und Romantik, religiöses Sektierertum und libertäre Gesinnung, Sünde und Unschuld. In einem Zeichensystem aus barocker Überfülle vereint sich schließlich alles im Glauben an die Liebe.“

## Musik
- Maurice Ravel, Boléro
- Ludwig van Beethoven, 7. Sinfonie, 2. Satz
- Saint-Saëns, 3. Sinfonie "Orgelsinfonie"

## Sonstiges
Yoko zitiert zu der 7. Sinfonie Beethovens das „Hohelied der Liebe“ aus dem ersten Brief an die Korinther.
Yus alter ego Sasori ist die Titelfigur einer Frauengefängnisfilm-Exploitationreihe aus den 1970er-Jahren, die ihrerseits auf eine Manga-Figur zurückgeht (Sasori – Scorpion). Wenn Yu als Sasori auftritt, trägt er ihre ikonographische Kleidung (schwarzer Umhang, Schlapphut, Sonnenbrille).